# پنجم آکورد

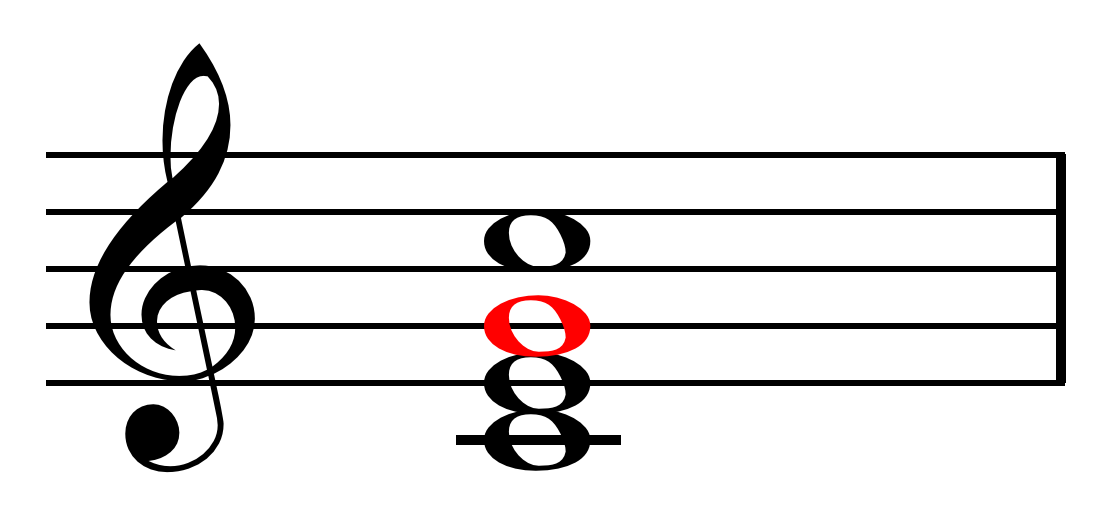
«پنجم آکورد» در دو ماژور

پنجمِ آکورد (انگلیسی: Fifth) در موسیقی، درجه پنجم یک آکورد یا گام است.
فاصله «پنجمِ آکورد» از نت پایه محاسبه می‌شود (مثل نت دو تا سل) و در آکورد مینور و آکورد ماژور «مطبوع کامل» هستند. به‌طور متعارف، پنجمِ آکورد مهمترین درجه بعد از نتِ پایه است ولی با این حال در موسیقی جاز و آکوردهای هفت به بالا به خاطر افزودن فواصل دیگر، پنجمِ آکورد ممکن است حذف شود.
در «معکوس دوم»، پنجمِ آکورد در بخشِ بم قرار می‌گیرد.
با افزودن نیم پرده کروماتیک به پنجمِ آکورد در «گام ماژور»، به «آکورد افزوده» و در صورت کاستن نیم پرده‌ای در «گام مینور»، به «آکورد کاسته» تبدیل می‌شود.

معکوس پنجم آکورد در دو ماژور

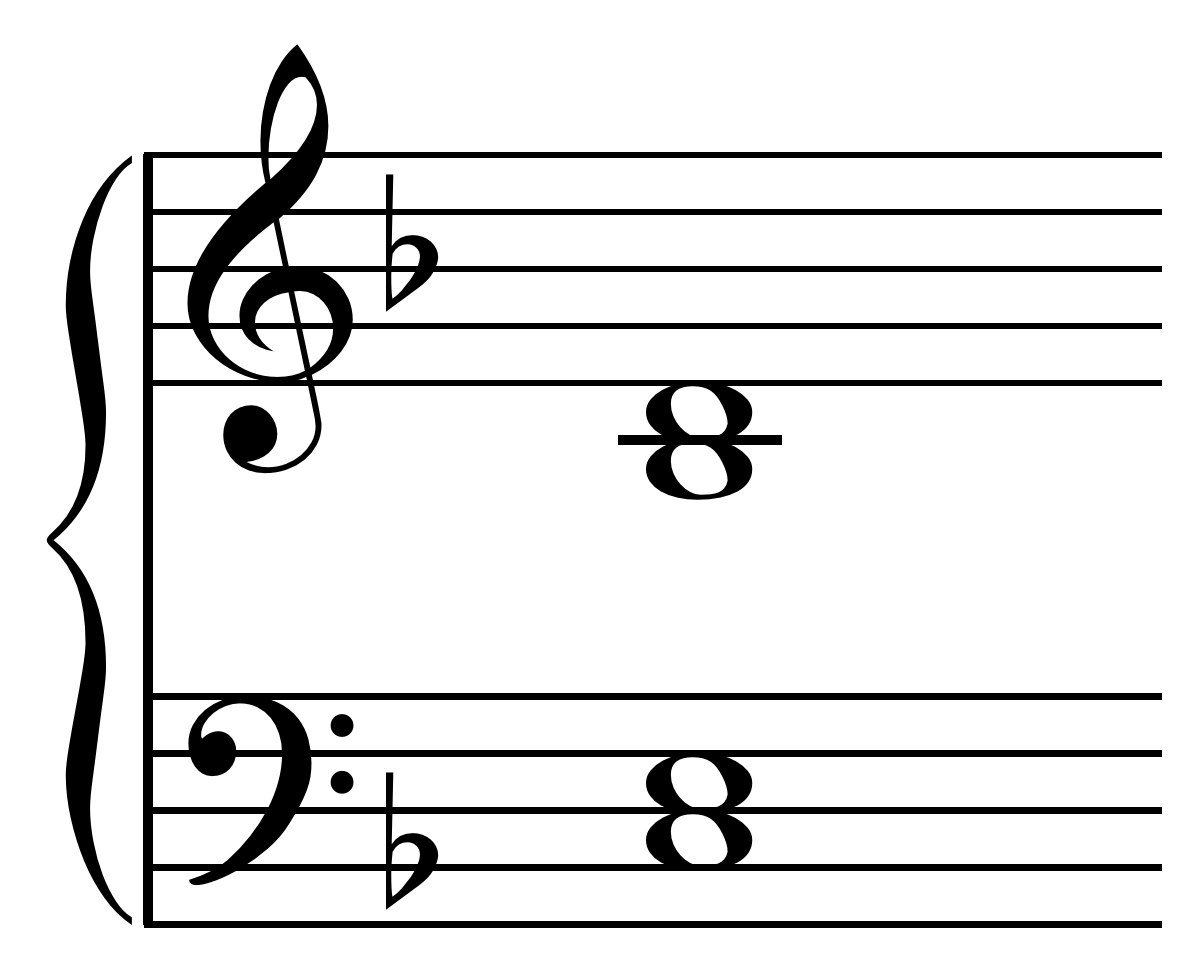
آکورد «نهم نمایان» که پنجم آن حذف شده‌است